# Golfo di Kopor'e
Il golfo di Koporie, Koporje o Kopor'e (in russo Копорская губа o Копорский залив?, Koporskaja guba o Koporskij zaliv; in lingua estone Koporje laht) è un'insenatura della costa meridionale del golfo di Finlandia, nel mar Baltico. Il golfo, che si trova nel territorio dell'oblast' di Leningrado, prende il nome dalla fortezza di Kopor'e (Копорская крепость) che si trova a sud, nell'interno, a 12 km, nel villaggio omonimo. 

## Geografia
Il golfo di Koporie è largo 26 km e si protende nel continente per 12 km, la profondità massima è di 20 m. È situato tra il golfo della Luga e la baia della Neva, tra capo Kolganpja (мыс Колганпя) sulla penisola Sojkinskij (Сойкинский полуостров) che lo delimita a ovest, e capo Ustinskij (мысо Устинский) a est. Sulla costa, tra capo Kolganpja e capo Ustinskij, vi sono alcuni promontori: Lipunizmi, Nennisari, Chipista, Dubovskoj, Dolgoj, Navolok (Липунизми, Неннисари, Хиписта, Дубовской, Долгой, Наволок). La costa è bassa e rocciosa, a volte sabbiosa e coperta da foreste. 
Sfociano nell'insenatura i fiumi Voronka (Воронка) e Sista (Систа).
Sulla costa orientale del golfo si trova la città di Sosnovyj Bor.

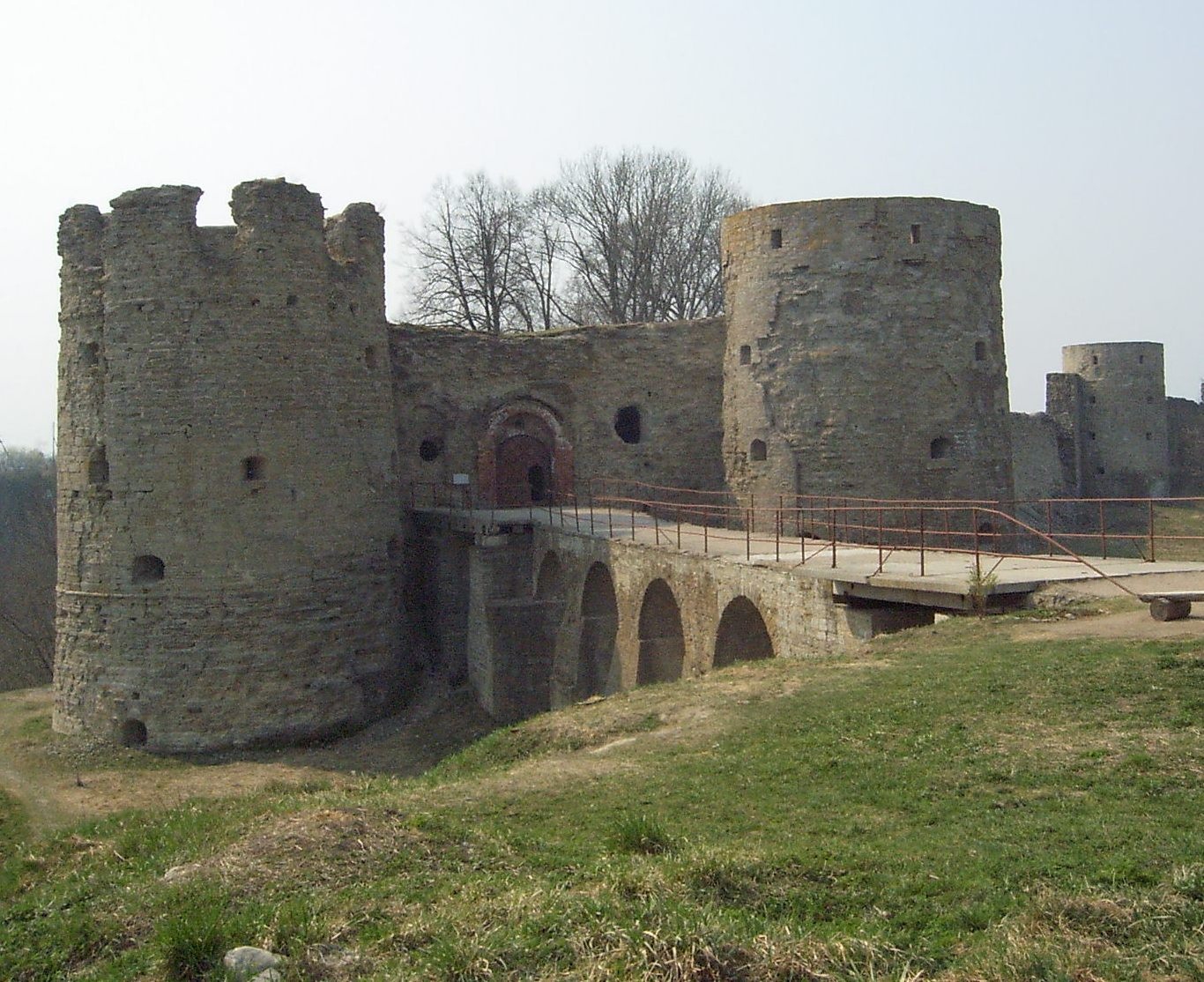
La fortezza di Kopor'e